# ایدا (اکلاهما)
ایدا(به انگلیسی: Ada) شهری در ایالت اکلاهما کشور ایالات متحده آمریکا است که جمعیت آن در سرشماری سال ۲۰۱۰ میلادی، ۱۶٬۸۱۰ نفر بوده‌است.